# Velény
Velény község Baranya vármegyében, a Szentlőrinci járásban.

## Fekvése
A község Pécstől 25 kilométerre délnyugatra fekszik a Pécsi–víz völgyében. A domborzati viszonyok miatt külterületének csak a Szabadszentkirály felőli része alkalmas a hagyományos szántóföldi művelésre. A község másik oldalán elhelyezkedő dombokat jelentős kiterjedésű erdő- és szőlőterületek borítják. A völgyben két utca húzódik végig, amelyeket fésűs beépítés jellemez. A portalanított (burkolt) utak aránya 80 százalék. A vezetékes ivóvíz kiépítésére 1992-ben került sor. Az országos távhívó hálózatba bekapcsolt település 1996 végén vált az előfizetők részére elérhetővé.
A szomszédos települések: észak felől Szabadszentkirály, északkelet felől Pécsbagota, délkelet felől Baksa, dél felől Téseny, nyugat felől pedig Gerde.

### Megközelítése
Zsáktelepülés, csak közúton érhető el, Szabadszentkirály déli része felől, a Baksa-Szentlőrinc közti 5802-es útból kiágazó 58 148-as számú mellékúton. Az ország távolabbi részei felől a legfontosabb megközelítési útvonala 6-os főút, melyről Szentlőrinc keleti határában déli irányban letérve érhető el.

## Története
A Pécsi-víz árterének ezen a peremén a honfoglalás idején magyarok telepedtek le. A Koppány vezért megverő német Vencellin és nemzetsége kapja ezt a területet. A Velény községnév is valószínűleg erre a személynévre vezethető vissza. Első írásos említése 1262-ben Velin, Welen határleírásában szerepel. 1736-tól a pécsi egyházmegye káptalani uradalma.
A tanácsrendszer idején közös tanácsot hoztak létre, s ez a társulás ma körjegyzőségi formában működik tovább. Az 1990-es választások után önálló önkormányzatot hoztak létre, de a szorosan vett kapcsolat ezen túl is fennmaradt. Szabadszentkirály, Gerde, Velény, Pécsbagota községek közös fenntartóként működtetik a szabadszentkirályi óvodát és általános iskolát.

## Idegen elnevezései
A település horvát nevei a következők: Valinje (ahogy a szőkei horvátok nevezték), Velinjevo (rétfalusiak elnevezése).

## Közélete

### Polgármesterei
- 1990–1994: Hunyadi István (független)[4]
- 1994–1998: Hunyadi István (független)[5]
- 1998–2002: Vas Árpádné (független)[6]
- 2002–2006: Németh István Róbert (független)[7]
- 2006–2010: Németh István Róbert (független)[8]
- 2010–2014: Hánik József (független)[9]
- 2014–2019: Hánik József (független)[10]
- 2019–2024: Hánik József (független)[11]
- 2024– : Hánik József (független)[1]

## Népesség
A település népességének változása:
| Lakosok száma | 140  | 133  | 128  | 100  | 106  | 126  | 124  | 144  |
|               | 2013 | 2014 | 2015 | 2019 | 2021 | 2022 | 2023 | 2024 |

A 2011-es népszámlálás során a lakosok 95%-a magyarnak, 2,1% bolgárnak, 8,6% cigánynak, 0,7% görögnek, 0,7% németnek, 1,4% románnak mondta magát (5% nem nyilatkozott; a kettős identitások miatt a végösszeg nagyobb lehet 100%-nál). A vallási megoszlás a következő volt: római katolikus 42,1%, református 1,4%, felekezeten kívüli 35,7% (20,7% nem nyilatkozott).
2022-ben a lakosság 83,3%-a vallotta magát magyarnak, 5,6% cigánynak, 0,8% egyéb, nem hazai nemzetiségűnek (16,7% nem nyilatkozott; a kettős identitások miatt a végösszeg nagyobb lehet 100%-nál). Vallásuk szerint 17,5% volt római katolikus, 1,6% egyéb katolikus, 51,6% felekezeten kívüli (29,4% nem válaszolt).

## Külső hivatkozások
- Velény honlapja
- Velény a Térképcentrumon Archiválva 2008. június 13-i dátummal a Wayback Machine-ben